# Société Nationale de Sauvetage en Mer

Bandeira da SNF

A Société Nationale de Sauvetage en Mer (SNSM) - Sociedade nacional de salvamento no mar - é uma associação francesa cuja missão primeira é a de prestar socorro aos pescadores e só depois àqueles que no mar estiverem em perigo. Independentemente dos meios postos à disposição o socorro às pessoas é sempre gratuita, mas é pedida uma contribuição no caso de salvamento de bens.
Existindo unicamente das dons e do  trabalho voluntário - a quase totalidade da equipagem dos barcos da SNSM foram profissionais da pesca - isso não impede que o orçamento de 2008 tenha sido de 20 273 000 euros e dos quais só 32 % eram de subvenções do estado ou das colectividades. A parte das doações testamentais elevam-se a 3 % o que demonstra a boa imagem desta sociedade.

## História
A SNSM nasceu em 1967 da fusão de duas sociedades de salvamento, a SCSN e a HSB. A actual bandeira da SNSM é fruto da fusão das duas anteriores.
Enquanto as principais nações marítimas europeias têm um serviço de estado dedicado a esta missão desde o início do século XIX (Noruega e Reino Unido] em 1825, Bélgica  em 1838), uma centralização cedo aparece na França em 1865 em 12 de fevereiro, quando se fundou a de resgate Sociedade Central naufrágio (SCSN), sob a presidência do  Almirante de Genouilly.
Seguindo a Segunda Guerra Mundial, tudo deve ser reconstruída, mais abrigos e recursos hídricos do SCSN e Hospital Breton equipes de resgate (HSB) foram destruídos. As duas empresas com objetivos semelhantes não podem mais atender às necessidades de toda a costa do território francês, em particular devido ao artesanato marítimo que se desenvolve e aos esportes aquáticos.
A SNSM nasceu em 1967 a partir da fusão da Sociedade de resgate Shipwrecked Central (SCSN) e salva-vidas Hospitalários Breton (HSB), união provocou pelo almirante Maurice Amman ex Prefeito marítimo de Predefinição:2nd a Brest, que se tornou em 15 de Outobro de 1967 o presidente da nova entidade. O pavilhão SNSM nasceu da fusão dos da SCSN e das HSBs.

## Alguns dados
Os barcos de 1ra e 2da classe são insubmersíveis e de auto-descapotamento o que os endireita quando capotam, séria vantagem quando afrontam ventos de força 8 na escala de Beaufort e navegam a 22 nós. Os de 3ra classe são mais empregues com barcos de recreio

## Galeria
Alguns exemplos dos meios de salvamento postos benevolamente à disposição pela SNSM

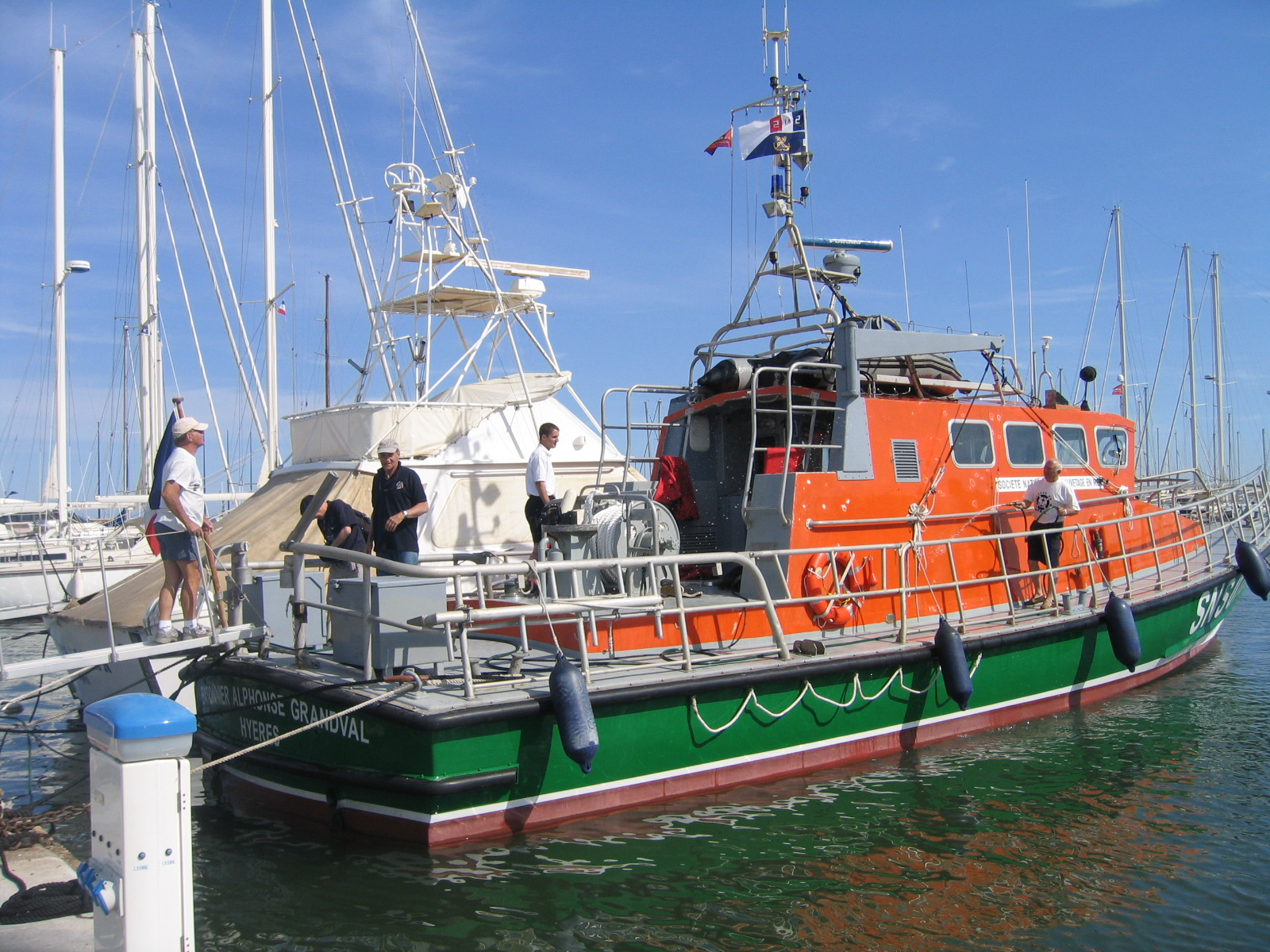
Barco "todo tempo"
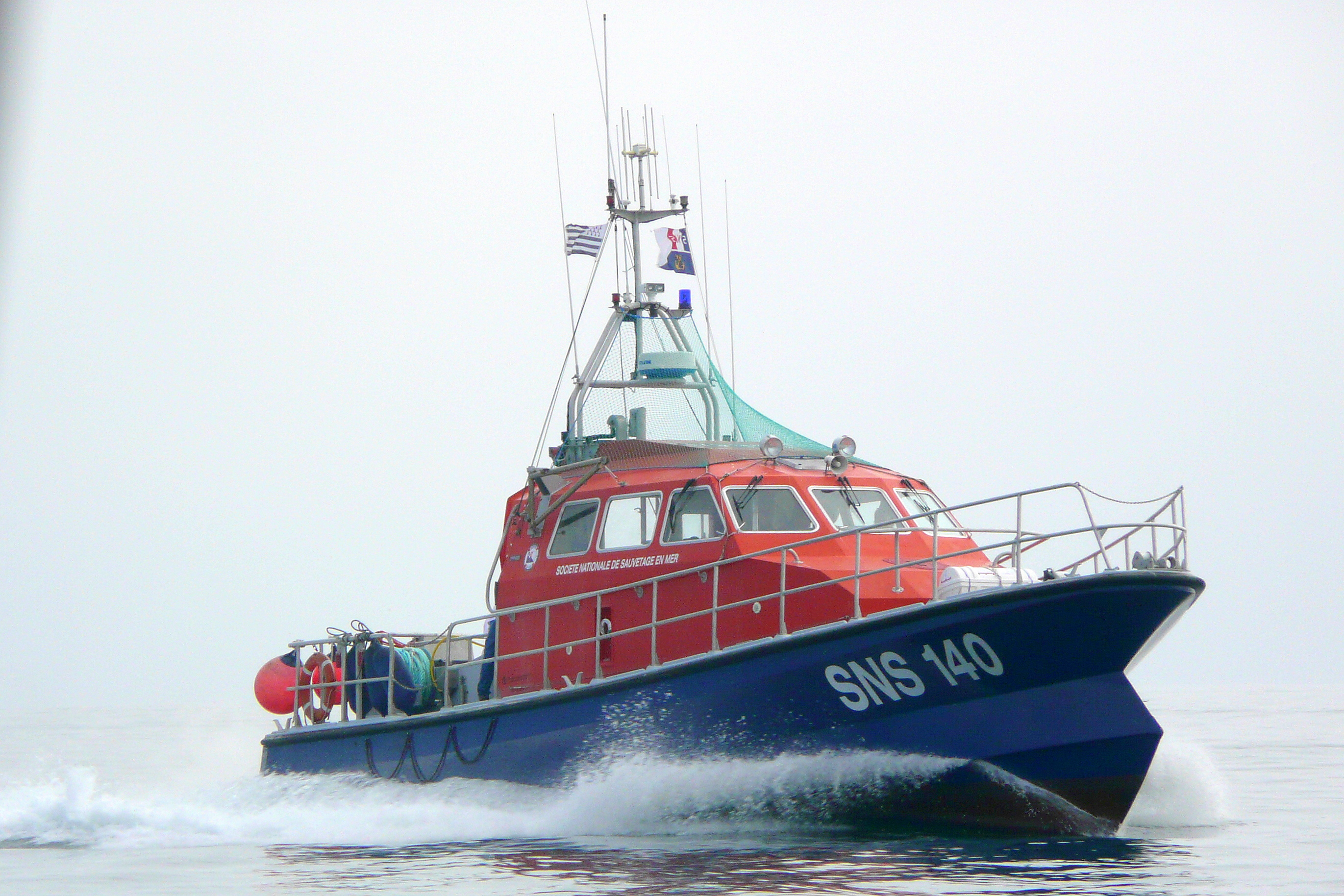
Vedeta de 1ra classe
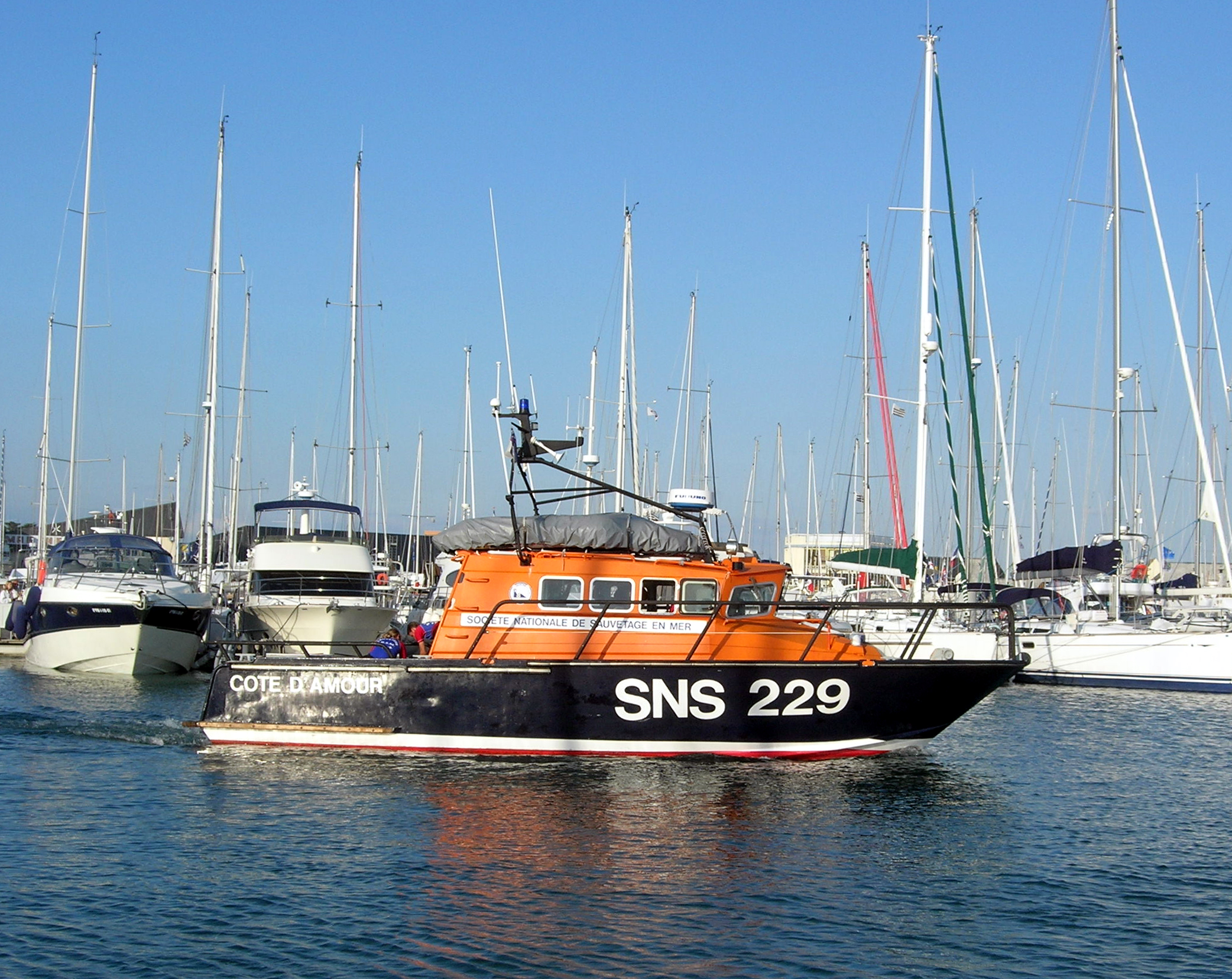
Vedeta de 2da classe
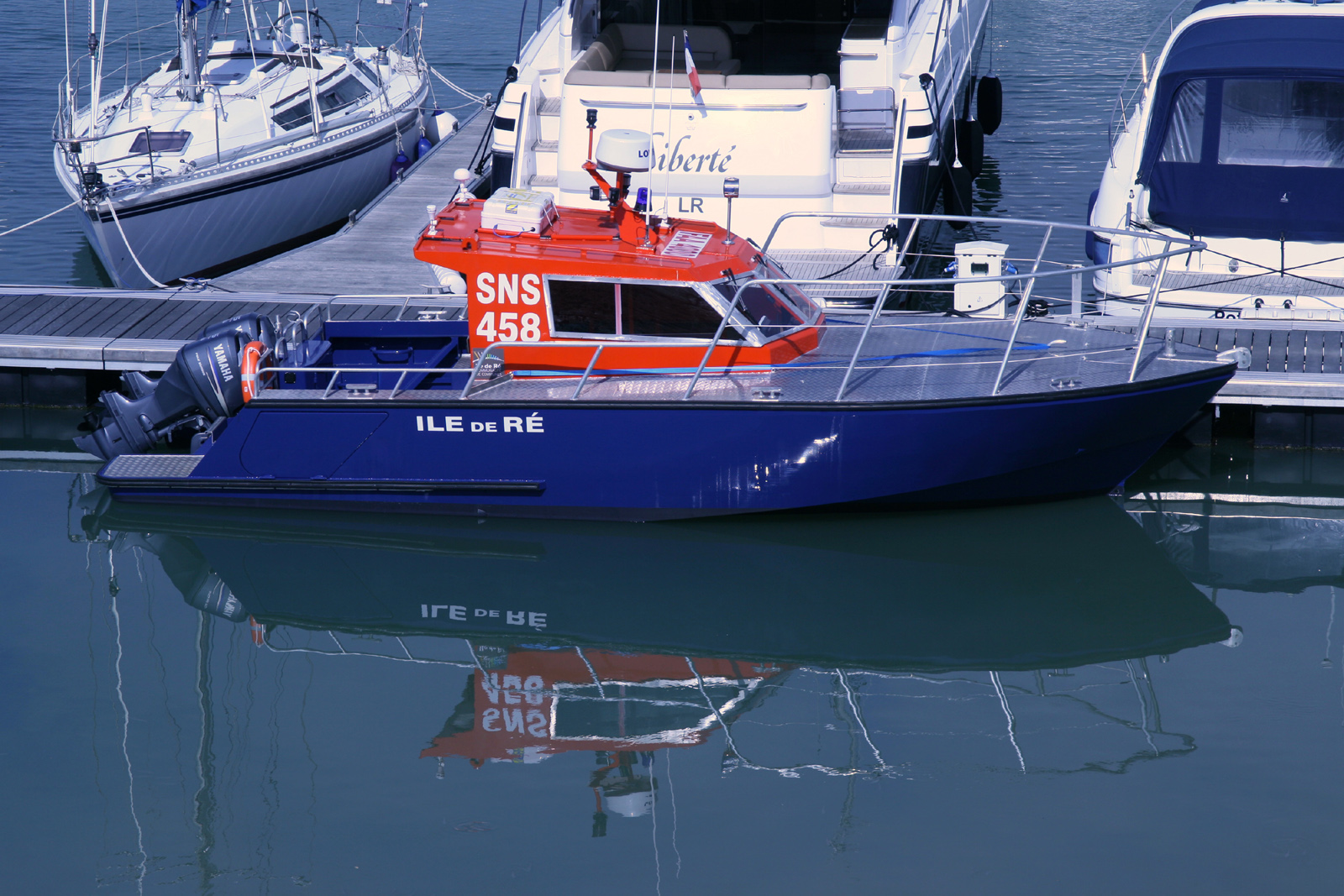
Vedeta ligeira, Ilha  de Ré